# Kai Wessel
Kai Wessel (n. 19 de septiembre de 1961, Hamburgo) es un director de cine alemán.

## Carrera
Wessel comenzó a trabajar como asistente de dirección, y en 1983 firmó con The Hamburger Wochenschauen para el cine. Se dio a conocer en 1988 con el largometraje Martha Jellnek, que fue nominado para el Premio Federal de Cine ese mismo año. A esta película le siguieron otras como The Summer Album (1991) y The Trail of the Red Barrels (1995). 
En 1999, asumió la dirección de la serie de televisión Klemperer – Ein Leben in Deutschland, filmando los diarios del profesor Victor Klemperer (representado por Matthias Habich), un testimonio de la vida cotidiana del intelectual judío durante la era nazi. En 2000 dirige para la pequeña pantalla My Brother, The Idiot, que recibió el Premio Kassel Citizen en 2001. 
El trabajo de Wessel en los años posteriores ha sido reconocido con distintos premios. En 2014 estrena Nebel im August (Niebla en agosto), protagonizada por Ivo Pietzcker, una película que trata sobre los últimos años del joven Ernst Lossa, asesinado en el hospital Kaufbeuren como parte del programa de eutanasia nazi.